# Abeløya
Abeløya (in italiano: isola di Abel)  è un'isola facente parte dell'arcipelago delle Kong Karls Land, che a loro volta fanno parte delle isole Svalbard, in Norvegia.

## Geografia

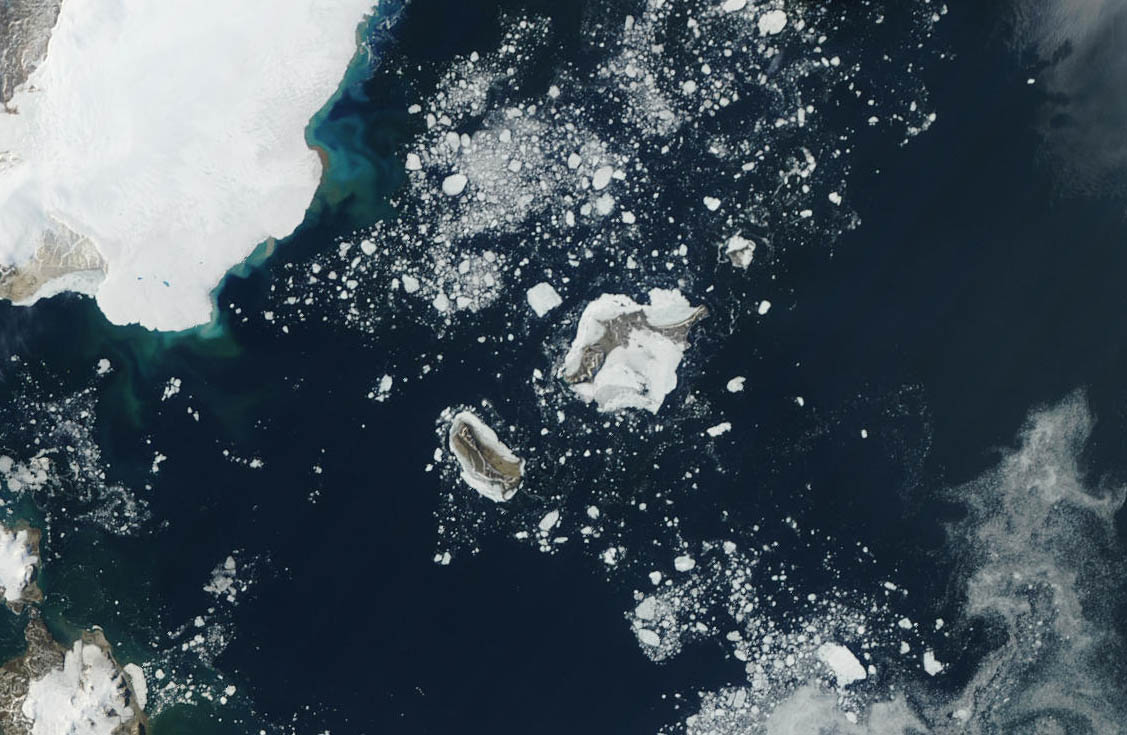
Vista dal satellite dell'arcipelago Kong Karls Land con al centro Kongsøya, in basso Svenskøya e in alto a destra la piccola isola di Abeløya.

Abeløya si trova circa 275 km a nordest di Longyearbyen e a circa 80 km a sudest di Nordaustlandet.
L'isola, disabitata, è la terza dell'arcipelago per dimensioni con un'area di 13,2 km² (dietro Kongsøya e Svenskøya) nonché quella più nordorientale ed è separata dalla stessa Kongsøya dallo stretto di Lydiannasundet.
L'isola si compone di rocce sedimentarie del Mesozoico e basalto ed ha una vegetazione molto scarsa.

## Storia
L'intero arcipelago forse fu scoperto già nel 1617 da un cacciatore di balene inglese di nome Thomas Edge, che avrebbe chiamato la zona Wiches Land. La notizia è incerta, ma ad ogni modo la scoperta cadde poi nel dimenticatoio.
Nel 1853 l'arcipelago fu riscoperto di nuovo dal cacciatore di foche norvegese Erik Eriksen, che però lo avvistò solo da lontano senza avvicinarsi ad esso.
Abeløya fu poi visitata dai partecipanti di diverse spedizioni, tra cui quelli della spedizione naturalista Helgoland guidata dagli zoologi e biologi tedeschi Fritz Schaudinn e Fritz Römer nel 1898.
Il suo nome deriva dal matematico norvegese Niels Henrik Abel.
Dal 1973 è una riserva naturale delle Svalbard nord-orientali, mentre dal luglio 1985 l'accesso e la navigazione intorno all'isola sono stati fortemente limitati per proteggere la popolazione locale non solo di orsi polari, ma anche di gabbiani d'avorio che qui fanno il nido.